# Arrivano dal mare!
Il Festival Internazionale dei Burattini, meglio conosciuto con il nome di Arrivano dal Mare!, è il più longevo festival di Teatro di figura in Italia e uno dei più antichi nel mondo.
Si è svolto dal 1975 al 2010 a Cervia, mentre dal 2011 si svolge in altre città della Romagna (in particolare Ravenna, Gambettola, Longiano).
Fondato da Stefano Giunchi (che ne è stato fino al 2015 Direttore Artistico) e Sergio Diotti, fin dall'inizio è stato un punto di riferimento per burattinai, marionettisti, pupari e raccontatori tradizionali, nonché dei giovani artisti che sperimentavano nuovi linguaggi dell'immagine. Dal Festival, realizzato per 40 anni dal Centro Teatro di Figura, sono nate iniziative e istituzioni del settore (come ad esempio l'Atelier delle Figure/Scuola per Burattinai e Contastorie; la rete delle imprese professionali ATF/AGIS riconosciute e finanziate dallo Stato), l'Associazione Burattini & Salute.
Il Festival ha per primo utilizzato il termine teatro di figura, come concetto indicante il genere teatrale, utilizzato sempre più dai diversi soggetti, fino a diventare il termine ufficiale, sia nelle Università che nelle relazioni nazionali e internazionali.
Nel festival, tradizionale appuntamento annuale di professionisti, studiosi, amatori e pubblico, trovano ospitalità compagnie e artisti provenienti da tutto il mondo, nonché mostre e convegni.
Fino all'edizione del 2017 durante il Festival sono state attribuite le Sirene d'Oro, premio ad artisti e personalità che "con il loro lavoro abbiano contribuito a sviluppare e illuminare il Teatro di Figura nel mondo". Nel palmarès vi sono nomi di grande rilievo (da Tom Stoppard a Lele Luzzati, Dario Fo, Mimmo Cuticchio, Maria Signorelli, Otello Sarzi, Sergej Obratzov, Sergio Leone, ecc.).
La proprietà del marchio e la Direzione Artistica del Festival sono, dal 2015, del Teatro del Drago di Ravenna.
Dal 2015 il Festival è organizzato da Teatro del Drago/Famiglia d'Arte Monticelli (RA), in collaborazione con i Comuni ospitanti, la Regione Emilia Romagna, il Ministero dei Beni e delle Attività Culturali.